# Вилчелеле (Джурджу)
Вилчелеле (рум. Vâlcelele) — село у повіті Джурджу в Румунії. Входить до складу комуни Винеторій-Міч.
Село розташоване на відстані 41 км на захід від Бухареста, 70 км на північний захід від Джурджу, 140 км на схід від Крайови, 132 км на південь від Брашова.

## Населення
За даними перепису населення 2002 року у селі проживали 188 осіб, усі — румуни. Усі жителі села рідною мовою назвали румунську.